# John Gay (friidrottare)
John Gay, född 7 november 1996, är en friidrottare från Kanada. Han deltog vid olympiska sommarspelen 2020.